# Stella Nyanzi
Stella Nyanzi, née le 16 juin 1974 à Jinja, est une anthropologue médicale ougandaise, féministe, militante des droits queer et spécialiste de la sexualité, de la planification familiale et de la santé publique. Elle a été arrêtée en 2017 pour avoir insulté le président ougandais.

## Biographie

### Éducation
Stella Nyanzi a obtenu son baccalauréat ès arts en communication de masse et littérature à l'université Makerere où elle étudie de 1993 à 1996. Elle reçoit sa maîtrise ès sciences en anthropologie médicale à l'University College de Londres où elle étudie de 1999 à 2000. Elle obtient ensuite un doctorat en anthropologie à la London School of Hygiene and Tropical Medicine, où elle étudie l'anthropologie sociale, la sexualité et la politique de la jeunesse et de la santé de 2003 à 2008.
Elle mène des recherches sur la sexualité des jeunes en Ouganda et en Gambie en 2005.

### Chercheuse
Stella Nyanzi commence sa carrière en 1997 en tant qu'associée de recherche en sciences sociales au programme du Conseil de la recherche médicale (Royaume-Uni) en Ouganda, où elle travaille jusqu'en septembre 2002. Elle devient ensuite anthropologue locale aux laboratoires du Conseil de la recherche médicale, en Gambie, où elle travaille pendant un an. Elle quitte ce poste pour poursuivre son doctorat à Londres.
En 2009, Stella Nyanzi devient chercheuse au projet de recherche sur le droit, le genre et la sexualité à l'Université de Makerere, en tant que membre de la Faculté de droit, où elle travaille jusqu'en décembre 2013. Elle devient ensuite chercheuse à l'Institut de recherche sociale de l'université Makerere jusqu'en 2016. Pendant cette période, elle est invitée à donner des conférences dans le cadre du nouveau programme de doctorat, appelé le projet Mamdani PHD, mais refuse cette invitation. Son bureau est alors fermé et Stella Nyanzi proteste nue contre son patron pour dénoncer cet abus,.
Parmi ses articles les plus cités figurent ceux sur les négociations des jeunes ougandais des relations sexuelles, les attitudes envers le dépistage du VIH chez les femmes enceintes ougandaises, le contrôle des femmes ougandaises sur les rapports sexuels, les attitudes des hommes ougandais à l'égard de l'utilisation des contraceptifs, et le comportement sexuel de nombreux groupes,,. Elle est également l'une des premières universitaires à publier des recherches sur l'homosexualité en Afrique,,. Stella Nyanzi a également effectué un travail de consultation pour diverses organisations de recherche sociale en dehors de l'Ouganda et de la Gambie.

### Arrestation et exil
En mars 2017, Stella Nyanzi a qualifié le président Museveni de « paire de fesses » et sa femme de « tête vide » dans un poème posté sur Facebook. Elle est arrêtée le 7 avril 2017 et détenue par la police au poste de Kiira pour cyberharcèlement et communication offensante, puis traduite en justice le 10 avril 2017 où elle a été accusée d'abus d'un ordinateur, de cyberharcèlement et d'insultes au président en vertu des articles 24 et 25 de la loi sur l'utilisation abusive de l'ordinateur de 2011. Elle a ensuite été renvoyée à la prison de Luzira .
Le 11 avril 2017, des médecins de l'hôpital de Butabika ont été invités à procéder à un examen psychiatrique afin de déterminer si elle était folle, comme l'affirmait le procureur du gouvernement. Elle a cependant résisté à l'examen et a demandé que son médecin personnel et au moins un membre de sa famille soient présents s'ils souhaitaient lui faire subir un examen médical. Elle est libérée le 10 mai 2017 pour une caution non monétaire de 10 millions de shillings ougandais (2 904 dollars),,.
En octobre 2018, elle est placée une nouvelle fois en prison mais ne demande pas de libération sous caution, affirmant être plus en sécurité en prison et souhaitant effectuer son travail d'éducation avec les femmes en prison,,. En décembre 2018, son avocat a attaqué les chefs d'accusation comme illégaux. En janvier 2019, elle demande que sa date d'audience soit reportée, se déclarant malade et ayant fait une fausse couche en prison.
Pendant sa détention, Stella Nyanzi a publié un recueil de poèmes : No Roses From my Mouth (« Ce ne sont pas des roses qui sortent de ma bouche »).
Après son arrestation en 2017, elle est suspendue de l'Université de Makerere. Elle fait appel auprès du tribunal d'appel de l'Université Makerere qui ordonne qu'elle soit réintégrée, promue au niveau de chercheuse et remboursée de ses salaires mais l'université refuse de se conformer à la décision de son tribunal. Elle intente alors une action en justice contre l'université, demandant sa réintégration et le remboursement de ses salaires,. En décembre 2018, elle est licenciée de l'université, ainsi que 45 autres universitaires, son contrat ayant expiré.
En janvier 2021, Stella Nyanzi se présente aux élections législatives de Kampala, la capitale de l'Ouganda, mais perd.
Le 30 janvier 2021, Stella Nyanzi est arrivée à Nairobi, au Kenya en bus et, par l'intermédiaire de son avocat, le professeur George Luchiri Wajackoyah, a demandé l'asile au Kenya, en raison de la persécution politique qu'elle subissait de la part du gouvernement de Yoweri Museveni en Ouganda.

## Activisme
Stella Nyanzi pratique ce que les universitaires ont appelé « l'impolitesse radicale », qui est une stratégie traditionnelle ougandaise consistant à demander des comptes aux puissants par le biais de l'insulte publique,. Cette pratique a été développée pendant l'ère coloniale, comme « une stratégie grossière et publiquement célébrée d'insultes, de scandales, de perturbations et de désordre qui a brisé les conventions d'amitié coloniale, de partenariat et de bénéfice mutuel ».
Elle a fait campagne pour les droits des femmes, des jeunes et des personnes LGBTQIA + ougandaises.
Le 6 mars 2017, Stella Nyanzi a lancé le projet Pads4girlsUg, en raison de ses inquiétudes concernant les filles manquant l'école parce qu'elles n'avaient pas les moyens d'acheter des produits menstruels. Elle a rassemblé des milliers de serviettes réutilisables et les a distribuées aux écolières. Elle a également offert des conférences aux écoliers sur la santé menstruelle.

## Réputation et réception
La presse internationale l'a qualifiée de « l'une des militantes des droits de genre les plus en vue en Afrique », « une chercheuse de premier plan dans le domaine émergent des études queer africaines », et une chef de file dans la lutte contre les « lois répressives anti-queer » et pour la « liberté d'expression ». Son travail a fourni « un aperçu des effets du patriarcat, de la misogynie et de l'homophobie en Ouganda, en Gambie et en Tanzanie ». Certains considèrent que son arrestation a plus à voir avec son statut d'allié gay qu'avec d'autres facteurs.
Un tollé international a suivi l'arrestation de Stella Nyanzi, des groupes de défense des droits humains condamnant cet acte comme une violation de la liberté académique et de la liberté d'expression. Amnesty International a appelé l'Ouganda à abandonner les « accusations absurdes » portées contre elle. Pen International, l'organisation des écrivains, a également condamné son arrestation. Human Rights Watch a condamné son arrestation comme « un indicateur que ceux qui expriment des opinions critiques sur le gouvernement ougandais, en particulier la première famille, peuvent faire face à sa colère ».
Les agences de presse internationales ont présenté les raisons de son arrestation comme étant politiques. NPR a rapporté que son arrestation était pour donner l'espoir « que les impuissants puissent affronter les puissants ». Le Washington Post a rapporté qu'elle avait été arrêtée pour être « ouvertement une activiste anti-Museveni ». Al Jezeera English rapporté que son arrestation était due aux projets de Museveni de gouverner à vie et à son intolérance à l'égard des critiques. Le journal canadien Globe and Mail a rapporté que son arrestation était « au cœur de tout cela [à propos] de son utilisation imaginative du langage et de son farouche défi à l'encontre des limites perçues pour les femmes ougandaises ». Le Guardian a rapporté que son « attaque contre le refus de son gouvernement de financer les vêtements d'hygiène pour les filles a conduit à une campagne de financement participatif réussie, et à la prison ».
En Ouganda, elle a un grand nombre de partisans : elle est la personnalité ougandaise la plus suivie sur les médias sociaux. Beaucoup ont collecté de la nourriture pour elle en prison. Les universitaires ougandais l'ont félicitée pour s'être élevée contre « leurs bourreaux ». Son avocat Isaac Kimaze Semakadde a été nommé « l'avocat le plus éminent dans le domaine de l'intérêt public en Ouganda » par l'Ouganda Law Society, en partie pour son travail sur cette affaire.
En Ouganda, « de forts tabous culturels contre le fait de parler ouvertement et graphiquement du sexe et de la sexualité » existent et « l'homosexualité est illégale et l'éducation sexuelle est interdite dans les écoles ». Cependant, Nyanzi parle « ouvertement - et de manière colorée - de sexe, des organes génitaux et de politique. Pour cela, elle est adorée par beaucoup de ses concitoyens, mais mal vue par certains des éléments les plus conservateurs de l'Ouganda ».